# Vatu
Vatu – jednostka monetarna Vanuatu od 1983 roku.